# Produktionsmulighedsområde
I økonomi er produktionsmulighedsområdet mængden af de mulige produktionskombinationer af forskellige varer som et givet samfund har. Produktionsmulighedsområdet afspejler altså det trade-off, der i produktionen af de forskellige varer: Anvender man en større del af de samlede produktionsfaktorer, der er til rådighed, på at fremstille mere af én vare, må man til gengæld nøjes med at fremstille mindre af mindst én anden vare (givet at der ikke var overflødige produktionsfaktorer til rådighed i udgangspunktet). Grafisk illustreres produktionsmulighedsområdet ofte forenklende i en situation hvor man antager at der kun fremstilles to varer i alt i økonomien. Kanten (randen) på produktionsmulighedsområdet kaldes produktionsmulighedskurven eller transformationskurven og viser alternativomkostningerne ved at producere mere af vare x målt i den mængde af vare y, som man må opgive at producere. Skæringerne med akserne viser den største mulige produktion af de to varer med de givne produktionsfaktorer og denteknologi samfundet har til rådighed på det pågældende tidspunkt.
Punkterne på randen (f.eks. B og C) viser produktionskombinationer, hvor produktionskapaciteten udnyttes fuldt ud, og produktionen er efficient. Punkter inden i produktionsmulighedsområdet (A) viser produktionskombinationer, hvor produktionskapaciteten ikke udnyttes fuldt ud, for eksempel på grund af arbejdsløshed. Punkter over transformationskurven (D) er uopnåelige, da de overstiger produktionskapaciteten.
Produktionsmulighedskurven antages ofte ikke at være lineær, men derimod konkav (dvs, at den "buer væk" fra centrum). Dette afspejler en antagelse om at det bliver relativt mere omkostningsfuldt at fremstille en vare i takt med produktionens størrelse (se produktionsfunktioner) - marginalomkostningerne ved varens fremstilling vil stige.
Ved ny teknologi eller en stigning i de tilgængelige produktionsfaktorer, f.eks. i form af en højere arbejdsstyrke, vokser produktionsmulighedsområdet, og transformationskurven flytter udad, mens det går den anden vej, hvis arbejdsstyrken bliver mindre.